# Zonsverduistering van 12 augustus 2045

Animatie zonsverduistering
op 12 augustus 2045

De totale zonsverduistering van 12 augustus 2045 trekt veel over zee en land en is achtereenvolgens te zien in deze elf Noord-, Midden- en Zuid-Amerikaanse landen: Verenigde Staten, Bahama's, Turks en Caicos, Haïti, Dominicaanse Republiek, Venezuela, Trinidad, Guyana, Suriname, Frans-Guyana en Brazilië. 

## Lengte

### Maximum
Het punt met maximale totaliteit ligt op zee tussen Florida en de Bahama's in de buurt van de steden Miami en Nassau en duurt 6m05,6s.

### Limieten
| Fenomeen                    | Code | Tijdstip UTC |
| --------------------------- | ---- | ------------ |
| Eerste contact bijschaduw   | P1   | 15:05:20.0   |
| Eerste contact kernschaduw  | U1   | 15:59:06.6   |
| Kernschaduw compleet vanaf  | U2   | 16:02:17.9   |
| Bijschaduw compleet vanaf   | P2   | 16:58:11.1   |
| Maximum eclips              | GE   | 17:40:58.3   |
| Bijschaduw compleet t/m     | P3   | 18:23:58.5   |
| Kernschaduw compleet t/m    | U3   | 19:19:45.0   |
| Laatste contact kernschaduw | U4   | 19:22:56.0   |
| Laatste contact bijschaduw  | P4   | 20:16:40.8   |